# Myrmica tibetana
Myrmica tibetana är en myrart som beskrevs av Mayr 1889. Myrmica tibetana ingår i släktet rödmyror, och familjen myror. Inga underarter finns listade i Catalogue of Life.